# Deutsch-Mexikanische Gesellschaft
Die Deutsch-Mexikanische Gesellschaft e.V. (DMG) ist ein gemeinnütziger Verein zur Förderung der Beziehungen zwischen Deutschland und Mexiko. Er wurde 1972 gegründet und hat seinen Sitz in Düsseldorf, Deutschland.

## Aufgaben
Schwerpunkte der Aktivitäten sind die interkulturelle Verständigung sowie die Förderung sozialer und karitativer Projekte in Mexiko. Die DMG ist überparteilich, überkonfessionell und überregional. Mit ihrer Arbeit trägt die DMG dazu bei, das Interesse an Kultur, Wissenschaft und Wirtschaft zu vertiefen sowie ein authentisches und aktuelles Bild Mexikos zu vermitteln. Dazu dienen vielfältige Veranstaltungen und z. B. die Vereinszeitschrift „Noticias“.
Die DMG bietet ein Netzwerk von Personen mit Beziehungen zu Mexiko. Sie tauschen sich untereinander aus, lernen andere Menschen mit Interesse an diesem Land kennen und nutzen die Kontakte für persönliche oder geschäftliche Zwecke.

## Veranstaltungen und Projekte
Unter dem Wahlspruch „Mexiko – erleben und verstehen“ führt die DMG in Deutschland kunst-, kultur- und wirtschaftsorientierte Veranstaltungen durch.
Über Mitgliedsbeiträge und Spenden werden nachhaltige soziale und karitative Projekte in Mexiko unterstützt.